# 敦煌郡
敦煌郡（燉煌郡、とんこう-ぐん）は、中国にかつて存在した郡。漢代から唐代にかけて、現在の甘粛省敦煌市一帯に設置された。

## 概要
紀元前111年（前漢の元鼎6年）、酒泉郡の西部を分離して、敦煌郡が置かれた。敦煌郡は涼州に属し、敦煌・冥安・效穀・淵泉・広至・龍勒の6県を管轄した。王莽のとき、敦徳郡と改称された。
後漢が建てられると、敦煌郡の称にもどされた。敦煌郡は敦煌・冥安・效穀・淵泉・広至・龍勒の6県を管轄した。
晋のとき、敦煌郡は昌蒲・敦煌・龍勒・陽関・效穀・広至・宜禾・冥安・淵泉・伊吾・新郷・乾斉の12県を管轄した。
北魏のとき、敦煌鎮が置かれた。孝明帝のとき、瓜州が置かれた。
583年（開皇3年）、隋が郡制を廃すると、敦煌郡は瓜州と改められた。607年（大業3年）に州が廃止されて郡が置かれると、瓜州は敦煌郡と改称された。敦煌・常楽・玉門の3県を管轄した。
619年（武徳2年）、敦煌郡は唐の瓜州と改められた。622年（武徳5年）、西沙州と改称された。633年（貞観7年）、沙州と改称された。742年（天宝元年）、沙州は敦煌郡と改称された。758年（乾元元年）、敦煌郡は沙州と改称され、敦煌郡の呼称は姿を消した。